# Lydia Webb
Lydia Webb, född före 1788, död efter 1812, var en amerikansk skådespelare.  
Hon var engagerad vid Chestnut Street Theatre i Philadelphia 1793, och var fram till 1812 engagerad vid en stor mängd teatrar längs USA:s östkust, från New York till Charleston Theatre. Hon var berömd i främst komiska roller. Hon tycks 1812 ha återvänt till England. 
Hon var gift med skådespelarna Mr Webb, Thomas Marshall, Mr Wilmot. 